# Всеволожский, Николай Александрович
Николай Александрович Всеволожский (1884, Москва — 1961) — советский архитектор.

## Биография

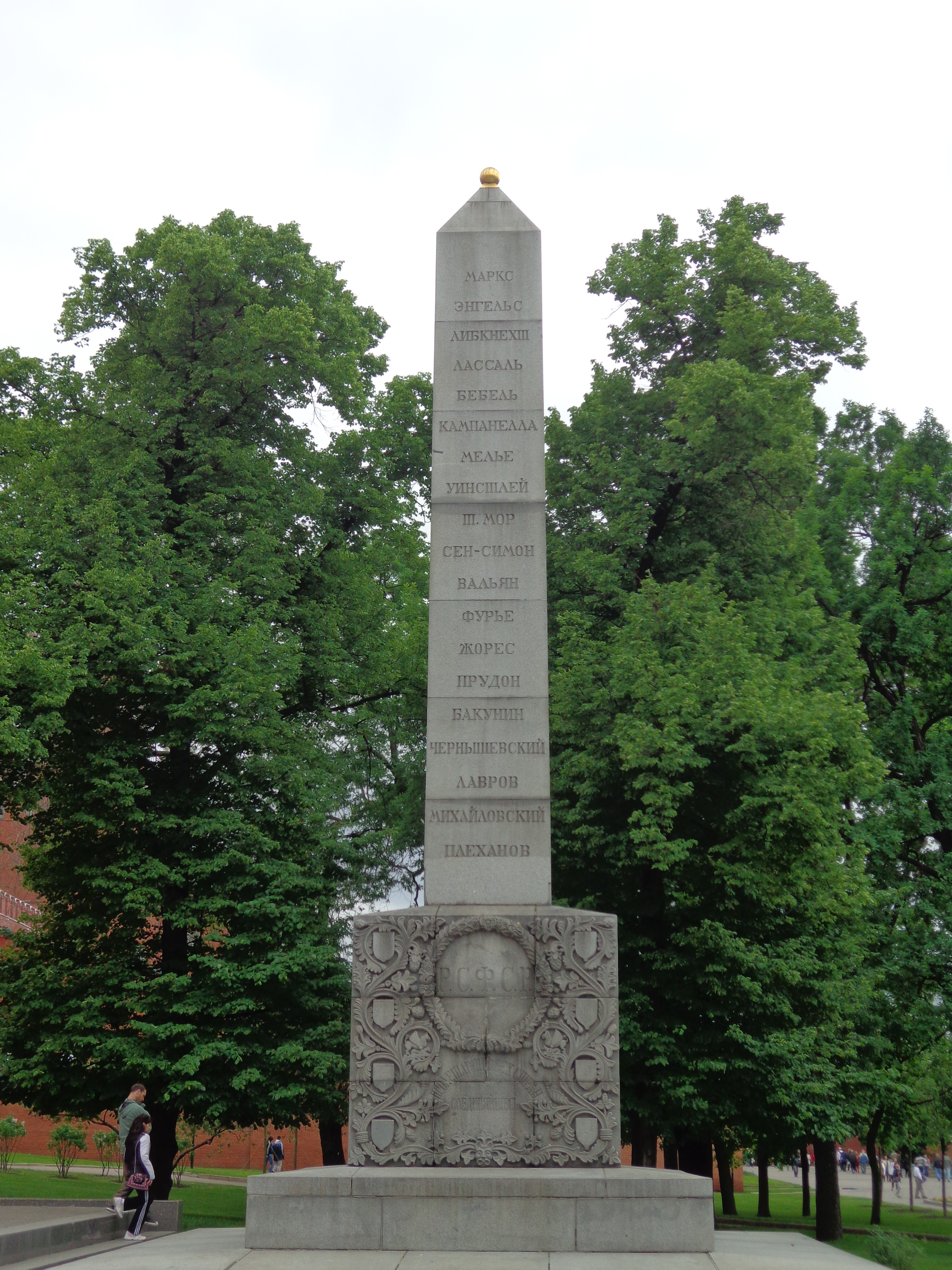
Обелиск в Александровском саду

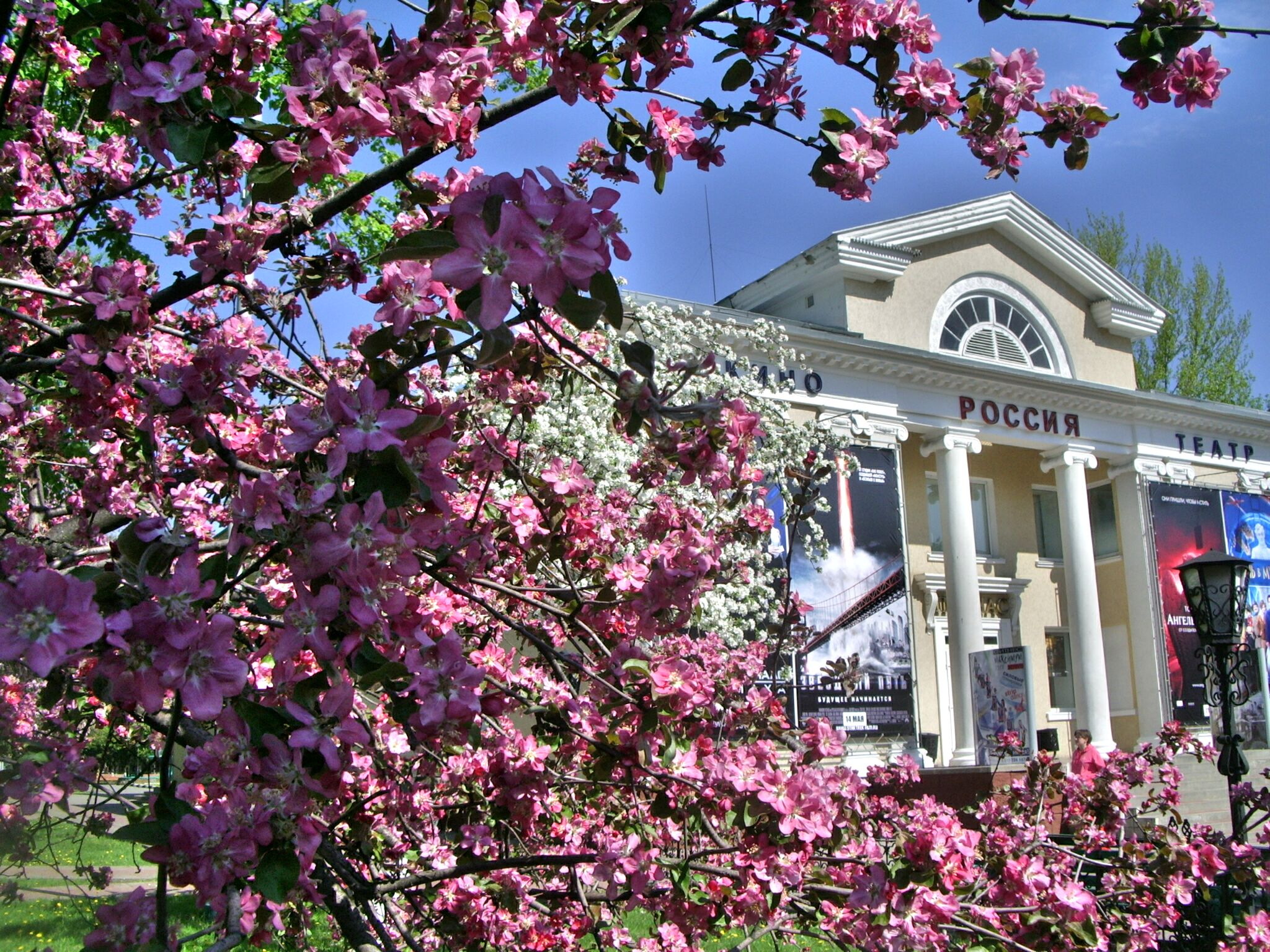
Фасад кинотеатра города Губкин

Николай Всеволожский родился 22 ноября (5 декабря) 1884 года в Москве в многодетной семье железнодорожного служащего. В 1892—1895 годах учился в сельской трёхклассной начальной школе. Затем с 1897 по 1900 год обучался в Московском Басманном 4-классном училище. После окончания училища три года работал чертёжником на Московско-Казанской железной дороге. Проходя обучение в Московском училище живописи, ваяния и зодчества, выполнил первые самостоятельные проекты, работал помощником московских архитекторов. После окончания училища в 1915 году занимался проектированием и строительством военных объектов дорог, мостов, складов, бараков, бань и т. п.) для Западного фронта.
С 1918 года, после переезда столицы из Петрограда в Москву, принимал участие в организации Народного комиссариата государственных имуществ в Кремле, заведовал его архитектурным отделом. После ликвидации наркомата до 1924 года был заведующим архитектурным отделом Комиссии по охране памятников искусства и старины Моссовета, занимался реставрационными работами. Долгое время был членом общества «Старая Москва».
В 1918 году Всеволожский был автором реконструкции обелиска в Александровском саду, воздвигнутого к 300-летию дома Романовых. Имена царей были заменены именами революционных мыслителей и обелиск был переименован в Памятник выдающимся мыслителям и деятелям борьбы за освобождение трудящихся. В том же 1918 году принимал участие в конкурсе проектов монумента Советской конституции.
В 1919 году принимал участие в проектировании и строительстве Каширской ГРЭС, а также рабочего поселения и производственных зданий при ГРЭС. В 1927—1928, работая под научным наблюдением Д. П. Сухова, принимал участие в реставрации Китайгородской стены.
В 1927—1931 годах руководил проектированием и строительством трамвайных парков, автобусных гаражей, парков, клубов, районных бань с бассейнами, городских прачечных, станций аэрации, водопровода, канализации, трамвайных станций и прочих сооружений.
Работая в тресте «Стандартгорпроект» принимал участие в работе над генпланами Магнитогорска, Кузнецка, Ленинска, Прокопьевска и других городов Кузбасса. Затем непродолжительное время работал в Метрострое.
В мае 1934 года Н. В. Всеволожский был арестован по обвинению в недонесении и вскоре направлен в административную высылку в Карелию для работы на Беломоро-Балтийском комбинате. Там он работал сотрудником проектного отдела ББК НКВД. Жил в Медвежьегорске, по службе много ездил по Карелии, познакомившись с местным деревянным зодчеством. Занимался проектированием и строительством промышленных, общественных и жилых объектов, среди которых клуб на 170 зрителей (1937), административное здание в Медвежьегорске (1937), проект тарного цеха в Медвежьегорске (1938), генеральный план северо-восточной части Медвежьегорска (1940). Большая часть сооружений была построена из дерева.
В июле 1941 года, в связи с началом Великой Отечественной войны, Всеволожский был откомандирован в Ивдельлаг, где проработал до 1949 года. Там основной его работой было строительство посёлка Полуночное при марганцевых рудниках. Всеволожский стал автором генплана посёлка и подавляющего большинства его зданий, построенных до 1949 года. Среди них типовые четырёхквартирные и двухквартирные жилые дома, средняя школа, продуктовый магазин, больница, столовая, администрация, детские ясли и детский сад. В этих постройках видны мотивы карельской архитектуры и русского деревянного барокко. Первым каменным зданием посёлка стал спроектированный в 1947 году Дворец культуры. За строительство посёлка Полуночное Н. А. Всеволожский был награжден медалью «За доблестный труд в Великой Отечественной войне 1941—1945 гг.».
С 1949 года Всеволожский работал в Харьковском проектном институте «Южгипроруда», где с начала 1950-х принимал активное участие в проектировании и строительстве посёлка имени Губкина (с 1955 года — город Губкин). По его проектам в городе были построены двухэтажные жилые дома на улице Чайковского, детский сад, десятилетняя школа № 1 на 400 учащихся на улице Победы (1950), школа № 2 на улице Чайковского, больница, клуб управления «КМАстрой» на 340 мест (1953). Для фасада здания кинотеатра «40 лет Октября» (1957) по проекту Всеволожского были выполнены колонны портала ионического ордера, ажурный карниз и фальшколонны на стенах. Также архитектор разработал проект реконструкции клуба на 340 мест. Работы были закончены в октябре 1953 года, после чего областной отдел архитектуры предложил представить проект на Всероссийский просмотр зданий, выстроенных в 1953 году.
Умер в 1961 году.